# Verma

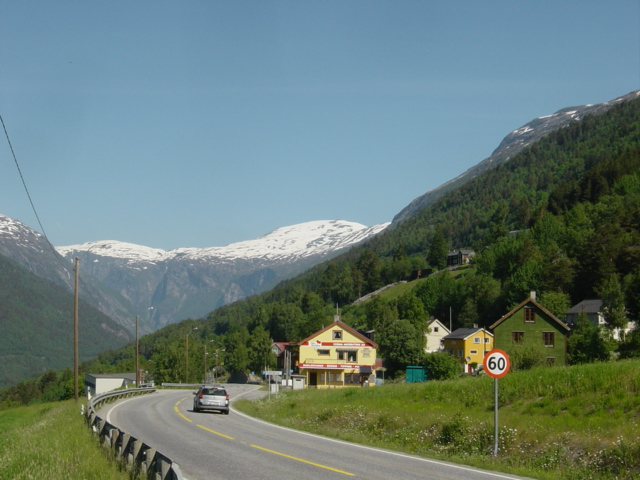
Verma im Romsdal

Verma ist ein Dorf im Romsdal im Fylke Møre og Romsdal in Norwegen. Der Ort gehört zur Kommune Rauma. Die Einwohner leben hauptsächlich von der Landwirtschaft und dem Holzhandel.

## Lage
Verma liegt am weitesten südlich im Romsdal, wo das Tal in Richtung Bjorli im Oppland ansteigt. Das Tal ist schmal und hat steile Hänge bis zu den Berggipfeln. Der Name Verma bedeutet „warm“.
Vermedalen ist ein Seitental der Rauma in Richtung Nordwesten. Das Tal wird vom Fluss Verma durchzogen, der eine Länge von zwölf Kilometern hat. Dessen Wasserkraft wird verwendet, um im Kraftwerk Verma Strom zu erzeugen.
In einem weiteren Seitental östlich von Verma liegt Sandgrovbotnen. Das bergige Gebiet umfasst den Reinheimen-Nationalpark und bildet einen Lebensraum für wilde Rentiere.
Das Klima ist im Sommer trocken und heiß, so dass das Tal einen ost-norwegischem Naturtype darstellt. Es gibt artenreiche Blumenwiesen und Trockenwälder. Auf den Bergen sind mehrere nicht mehr existierende Bauernhütten vorhanden.
Im Winter ist die Region sehr schneesicher und eignet sich besonders für Skitouren.
Die Kirche in Øverdalen ist die Kirche südlichste im Romsdal.

## Verkehr

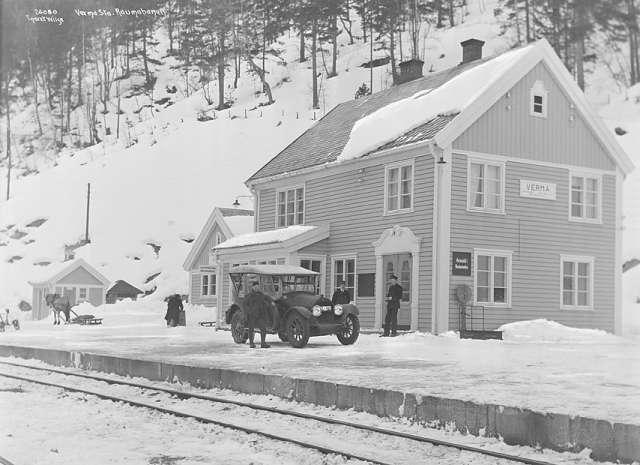
Bahnhof Verma (1924)

Das Mündungsgebiet des Flusses Verma in die Rauma kann durch die Europastraße 136 erreicht werden. Der Ort mit etwa 60 Einwohnern hatte vom 25. November 1923 bis 1. Juni 1970 einen Bahnhof an der Raumabane, der als Haltepunkt weiter bis 29. Mai 1988 bestand. Er dient nur noch als Kreuzungsbahnhof ohne Personenverkehr.
Sehenswert sind die Stuguflåtbrua, die Kylling bru und der Stavemtunnel, ein 1395 Meter langer  Kehrtunnel.
Koordinaten: 62° 21′ 27,8″ N, 8° 1′ 53,4″ O